# Kistrand

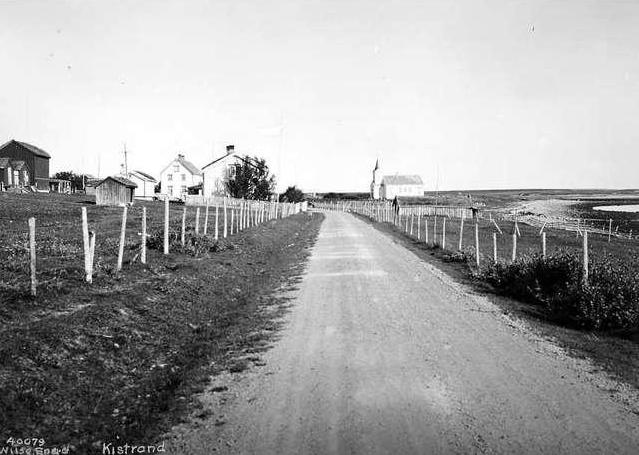
Vue de Kistrand en 1933

Kistrand (en same du nord : Čuđegieddi, en kvène : Ryssämarkka) est un village de la municipalité de Porsanger dans le comté de Finnmark. Il se trouve sur la côte ouest du fjord Porsanger, à environ 56 km au nord de Lakselv. L'église de Kistrand, datant de 1856, échappa à la destruction par le feu organisée dans le Finnmark par les forces allemandes au cours de la Seconde Guerre mondiale.
La municipalité de Kistrand a historiquement précédé l'actuelle municipalité de Porsanger. La municipalité originelle était de loin la plus étendue du pays, et englobait les quatre municipalités actuelles de Porsanger, Kautokeino, Nordkapp et Karasjok. Kautokeino se sépara de Kistrand en 1851, Kjelvik (qui allait devenir Nordkapp) en 1861, Karasjok le 1er janvier 1866. Le 1er janvier 1964, la municipalité de Kistrand prit le nom de Porsanger.